# Lamprotatus villosicubitus
Lamprotatus villosicubitus is een vliesvleugelig insect uit de familie Pteromalidae. De wetenschappelijke naam is voor het eerst geldig gepubliceerd in 1991 door Huang.